# John Melcher
John Melcher (Sioux City, 1924. szeptember 6. – Missoula, 2018. április 12.) az Amerikai Egyesült Államok szenátora (Montana, 1977–1989).